# Stéphane Troussel
Pour les articles homonymes, voir Troussel.

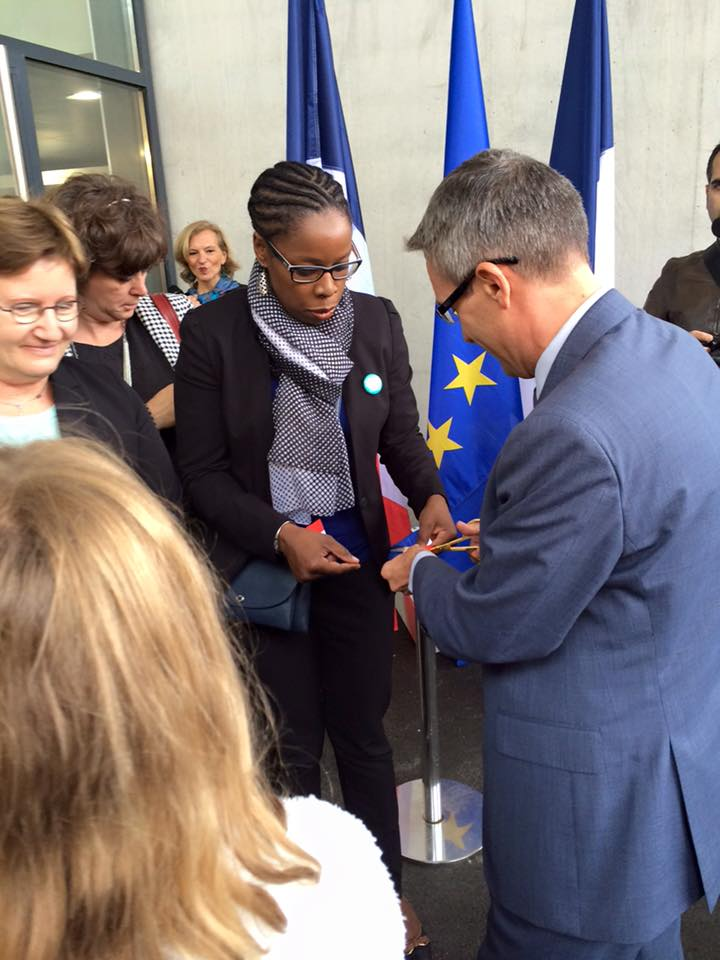
Inauguration du nouveau collège Didier-Daurat au Bourget avec sa colistière Zaïnaba Saïd-Anzum, en 2015.

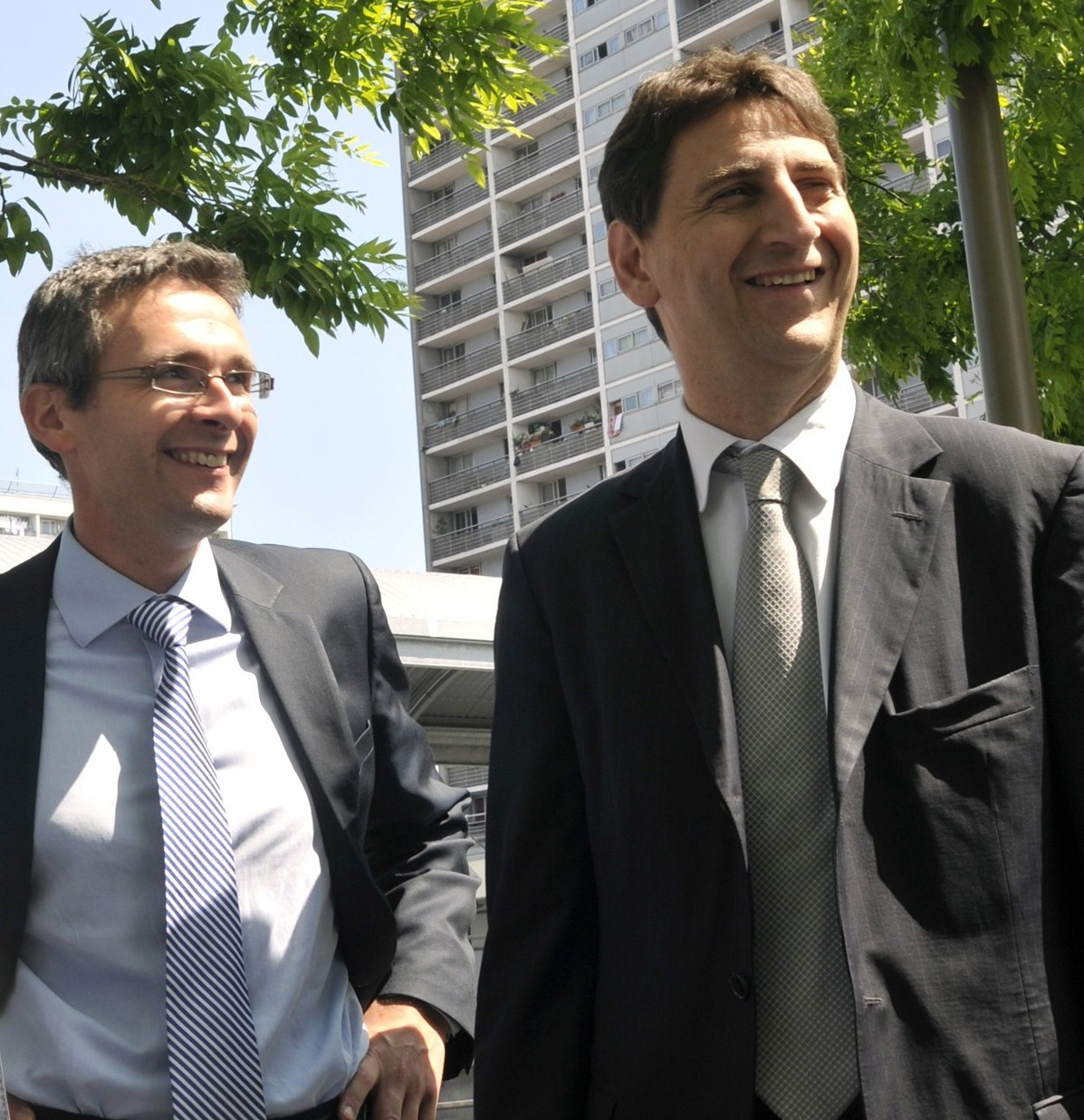
Avec Daniel Goldberg, député de la Seine-Saint-Denis (2013).

Stéphane Troussel, né le 7 avril 1970 à Saint-Denis (Seine-Saint-Denis), est un homme politique français. Il a grandi dans la cité des 4000 à La Courneuve, ville où il réside toujours.
Membre du Parti socialiste, dont il est porte-parole, il préside depuis 2012 le conseil départemental de la Seine-Saint-Denis (ex-conseil général).

## Parcours scolaire, premiers engagements militants et débuts professionnels
Stéphane Troussel effectue l'ensemble de son parcours scolaire dans les établissements de La Courneuve, dont le lycée Jacques-Brel. Dès le lycée, il prend part à diverses manifestations en faveur de l’égalité des droits. Il participe ainsi aux mouvements lycéens et étudiants contre la loi Devaquet (1986), contre les lois Pasqua (1992-93), contre la réforme du code de la nationalité, contre la mise en place du CIP (le CPE version 1994) et contre la réforme de la loi Falloux en 1994. Il poursuit ses études à l’Université Paris 1 Panthéon-Sorbonne  où il obtient une maîtrise d'économie, spécialité économie du travail et un DESS d'administration et gestion de l'emploi.
C’est à cette période qu’il adhère à plusieurs associations et organisations militantes : SOS Racisme, l’UNEF-ID avec laquelle il participe en 1990 au Train de la Démocratie, quelques mois seulement après la chute du Mur de Berlin, la FCPE, ou encore la Fédération Nationale des Maisons des Potes où il effectue son service national au titre de la politique de la ville.
Après ses études, Stéphane Troussel occupe différents postes dans la fonction publique : chargé d’insertion professionnelle pour les jeunes à Saint-Denis, puis collaborateur d’élus à Aubervilliers avant de devenir directeur de cabinet à la mairie des Lilas.

## Parcours politique

### 1993: débuts
A partir de 1993, il adhère au Parti socialiste dans la tendance Gauche socialiste. Secrétaire de la section PS de La Courneuve de 1997 à 2008, il rallie en 2005 les amis de Laurent Fabius au moment de son soutien au “Non” lors du référendum sur le traité constitutionnel européen.
Il est élu conseiller municipal de La Courneuve en juin 1995 puis en 2001 sur une liste d'union de la gauche conduite par James Marson (1995) puis Gilles Poux (2001), et occupe les fonctions de maire-adjoint chargé de l'Enfance, de la Petite Enfance et de la Population de 2001 à 2008. Lors des municipales de 2008, il conduit la liste PS, les Verts, PRG, MRC, citoyens. Devancé par le maire sortant (PCF), Stéphane Troussel devient conseiller municipal d’opposition.

### 2004: premiers pas au conseil général de la Seine-Saint-Denis
Stéphane Troussel est élu une première fois en 2004 dans le canton-ville de La Courneuve comme Conseiller général, détenu jusqu'alors par le PCF depuis la création du Département. Grâce à son élection et à celle de nombreux autres candidats socialistes au conseil général, les groupes PS et PCF sont à égalité dans l'assemblée (15/15).
Devenu vice-président du conseil général de la Seine-Saint-Denis en 2008, lors de l'élection de Claude Bartolone à la présidence de l'institution, il est chargé du logement, de la rénovation urbaine et de la sécurité. Élu président de l'Office Public de l'Habitat de Seine-Saint-Denis en novembre 2009, il est à l'origine d'une enquête inédite sur la sécurité des locataires et les occupations de halls d'immeubles. Il s'investit également en faveur des nombreux projets de rénovation urbaine en Seine-Saint-Denis, notamment celle du quartier emblématique des 4000 logements, à La Courneuve.
En 2008, il soutient la candidature de Martine Aubry lors du congrès de Reims du Parti socialiste. Un soutien à Martine Aubry qu’il réaffirme en 2011, lors de la primaire du Parti Socialiste pour l’élection présidentielle de 2012.
Chargé de la politique de la ville au conseil général, il dénonce le fort désengagement de l'État sur l'accompagnement éducatif à la rentrée 2011, et des baisses de moyens pour les élèves en difficulté.
Lors des élections cantonales de 2011, Stéphane Troussel est réélu face au maire de La Courneuve. Dans le nouvel exécutif du conseil général, il est promu premier vice-président de Claude Bartolone. Lorsque ce dernier devient Président de l'Assemblée nationale, Stéphane Troussel lui succède le 4 septembre 2012 à la présidence du conseil général de la Seine-Saint-Denis.

### Depuis 2012

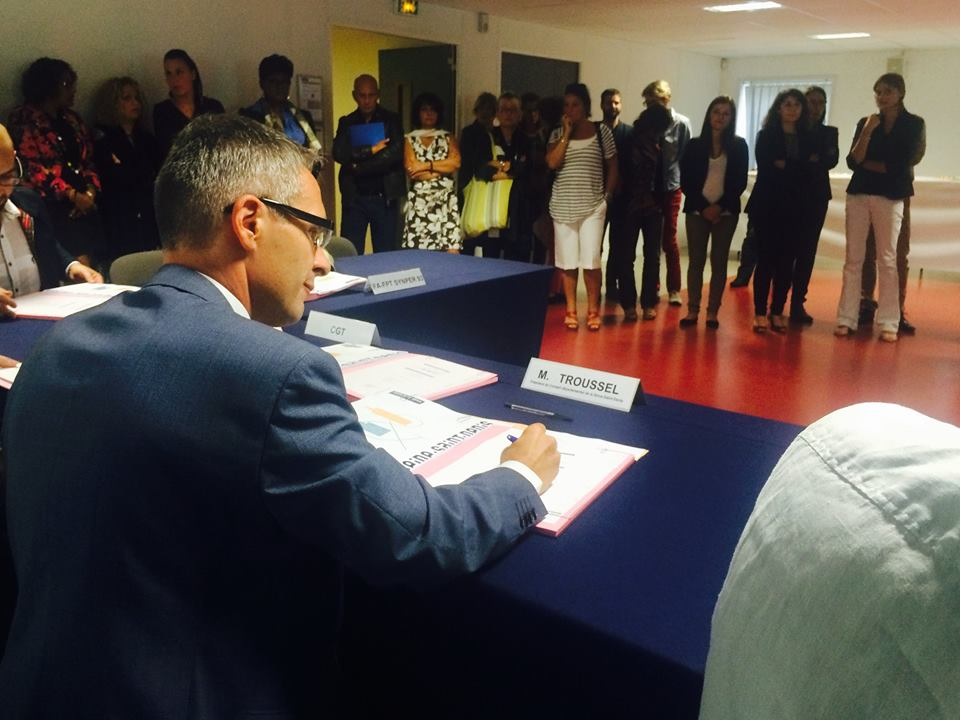
Stéphane Troussel en 2015.

À l'occasion des municipales 2014, il forme une coalition avec le maire sortant PCF Gilles Poux, qui conduit la liste de rassemblement de la Gauche composée à parité PC/PS et devient alors adjoint au maire de la Courneuve.
En juin 2014, il est nommé par Jean-Christophe Cambadélis, secrétaire national adjoint au PS chargé des questions de logement. Il devient, en juin 2015, secrétaire national chargé de la Décentralisation et de la Modernisation de l’État, puis secrétaire national chargé de la Santé et des Politiques de solidarité en avril 2018 jusqu'en novembre 2020.
Lors des élections départementales de 2015, il est élu conseiller départemental du Canton de La Courneuve/Dugny/Le Bourget en binôme avec son ancienne suppléante Zaïnaba Saïd-Anzum, puis, le 2 avril 2015, est réélu Président du conseil départemental de la Seine-Saint-Denis (ex-conseil général).
Lors de la primaire de 2017, il apporte son soutien et parraine la candidature de Benoît Hamon.
Il soutient la candidature d'Olivier Faure au poste de premier secrétaire du Parti socialiste pour le congrès du parti qui a lieu à Aubervilliers en 2018.

### Depuis 2020
Aux élections municipales de 2020, il est réélu conseiller municipal de La Courneuve, sur la liste de coalition menée par le maire sortant PCF Gilles Poux. En novembre 2020, il devient secrétaire national du PS au Pacte social et aux Solidarités.
En octobre 2020, il lance un appel pour une « Seine-Saint-Denis en commun » en vue d’un rassemblement de la gauche, des écologistes et des citoyens engagés pour les élections départementales de 2021. La majorité départementale sort renforcée et Stéphane Troussel est réélu président du Conseil départemental.
Lors des élections législatives de juin 2022, il milite activement pour le rassemblement de la Gauche et la participation du Parti Socialiste à la Nouvelle Union Populaire Écologiste et Sociale (NUPES). La Gauche sort renforcée en Seine-Saint-Denis en remportant l'ensemble des 12 circonscriptions, contre 7 précédemment.

## Mandats et fonctions actuels
- Membre du bureau et trésorier adjoint de l'Assemblée des départements de France (ADF)
- Président du Conseil départemental de la Seine-Saint-Denis depuis septembre 2012.
- Président de la Coopérative HLM d’ascension sociale à la propriété "Les Habitations Populaires" depuis 2013[19]
- Conseiller départemental du canton de La Courneuve/Dugny/Le Bourget depuis 2004
- Conseiller municipal de La Courneuve depuis mars 2020
- Conseiller territorial délégué de l'établissement public territorial Plaine Commune depuis 2020
- Président de la SEM Plaine Commune Développement depuis novembre 2020[20]
- Porte-parole du Parti socialiste depuis mars 2023
- Président de l'Agence nationale pour l'information sur le logement[21] depuis décembre 2024

## Prise de positions politiques

### Engagements pour la Seine-Saint-Denis
En sa qualité de Président du département de la Seine-Saint-Denis, Stéphane Troussel s’engage dès 2016 auprès d’Anne Hidalgo, maire de Paris, pour placer la Seine-Saint-Denis au cœur de la candidature française aux Jeux Olympiques et Paralympiques de 2024. Cette candidature victorieuse pour l'organisation des JOP ouvre ainsi au territoire de la Seine-Saint-Denis l'opportunité d'accélérer ses transformations de manière inédite, au service des habitants.[réf. nécessaire]
En tant qu’élu local en Seine-Saint-Denis, Stéphane Troussel se mobilise pour dénoncer les inégalités territoriales que subit son département[réf. nécessaire], et pour faire reconnaître les défaillances de l’État en Seine-Saint-Denis en matière d'éducation, de police, de justice et de santé[réf. nécessaire]. Un combat qui conduit en mai 2018 à la sortie du Rapport Parlementaire des députés Cornut-Gentille et Kokouendo sur l’évaluation de l’action de l’État dans l’exercice de ses missions régaliennes en Seine-Saint-Denis. Les conclusions du rapport donnent raison à la mobilisation de Stéphane Troussel[réf. nécessaire] et de nombreux élus de la Seine-Saint-Denis, et aboutissent en octobre 2019 à une série d’annonces de la part du Premier ministre Édouard Philippe, pour "un État plus fort en Seine-Saint-Denis".
Président de l'Office Public de l'Habitat (OPH) de Seine-Saint-Denis de 2009 à 2022, Stéphane Troussel est également engagé pour la construction, la gestion, l’attribution de logements et plus généralement l’amélioration des conditions d’habitat.

### Engagements nationaux
Militant engagé pour l’égalité des droits et la lutte contre les discriminations, Stéphane Troussel s’est engagé en faveur de la loi sur le Mariage entre personnes de même sexe en 2013 et du droit de vote des étrangers extracommunautaires aux élections locales.
Depuis avril 2018, en tant que secrétaire national du Parti socialiste au Pacte social et aux Solidarités, il a notamment formulé des propositions pour lutter contre les déserts médicaux et pour la défense de l’hôpital public. Il s’est par ailleurs opposé à la réforme des retraites d’Emmanuel Macron et a participé aux mobilisations en faveur d'une autre réforme du système existant.
Face aux précarités et aux fortes inégalités sociales, il défend depuis 2018 l’instauration d’un revenu de base accessible aux jeunes de moins de 25 ans. En partenariat avec la Fondation Jean-Jaurès, et 18 autres départements, il se déclare favorable à une expérimentation locale au sein des départements dont celui de la Seine-Saint-Denis, département le plus jeune et le plus pauvre de France métropolitaine[réf. nécessaire]. En 2019, le groupe socialiste présente à l’Assemblée nationale une proposition de loi, qui sera rejetée sans débat par la majorité LREM, pour l’expérimentation locale du revenu de base.
Il milite également pour la renationalisation du financement du RSA (Revenu de solidarité active), délégué aux départements depuis 2004, et dont l'État s'est progressivement désengagé. A ce titre, il interpelle le gouvernement à plusieurs reprises sur l’étranglement financier que représente cette charge pour les départements, alors qu'il s'agit pourtant d'une allocation de solidarité nationale. Pour étayer son argumentaire, il dénonce le reste à charge de 40 % du coût total du RSA pour son département en 2020, et la menace que représente l’explosion du nombre de bénéficiaires en Seine-Saint-Denis à la suite de la crise du coronavirus. Au terme de plusieurs années de revendication, un accord de « renationalisation » du revenu de solidarité active est signée en septembre 2021 avec le premier ministre Jean Castex. Cet accord, effectif à partir de janvier 2022, fait de la Seine-Saint-Denis le premier département de France métropolitaine à en bénéficier.

### Publication de son premier ouvrage: Seine-Saint-Denis, la République au défi
En octobre 2022, Stéphane Troussel publie son premier ouvrage « Seine-Saint-Denis, la République au défi ». Dix ans après être devenu Président du Département, il partagesa vision de la Seine-Saint-Denis comme territoire où la République est au défi de faire réussir ses valeurs. Il y décrit ce territoire jeune, populaire et divers, comme un condensé des inégalités et un miroir grossissant des espoirs et des hantises de la société française.
Face à l’affaiblissement des services publics, à la crise démocratique, aux effets des dérèglements climatiques ou encore à la montée de l’extrême-droite, dont les effets sont particulièrement forts en Seine-Saint-Denis, il formule des propositions tant en matière d’emploi, que de logement, de sécurité, d’écologie, d’éducation, de transports, de laïcité ou encore d’immigration.
Il y décrit le cycle des grandes transformations qui s’ouvre en Seine-Saint-Denis avec la création d’un tiers des gares du Grand Paris Express, les Jeux Olympiques et Paralympiques de 2024, la rénovation urbaine, l’installation de grands services de l’État et d’entreprises. Autant d’opportunités inédites qui doivent permettre, selon lui, à la République de rattraper ses manquements en Seine-Saint-Denis et de construire un avenir commun entre une partie du département qui va bien et une autre encore durement éprouvée par les difficultés. Il questionne enfin le rôle de la gauche et appelle à réinventer son action, en se rassemblant et en agissant en particulier à destination des catégories populaires et de la jeunesse.

## Distinctions

### Décoration française
Stéphane Troussel est nommé au grade de chevalier dans l'ordre national de la Légion d'honneur le 30 décembre 2016 au titre de « président du conseil départemental de Seine-Saint-Denis, adjoint au maire de La Courneuve ; 23 ans de services ». Fait chevalier de l'ordre le 16 octobre 2024, il est promu au grade d'officier, à titre exceptionnel, le 29 janvier 2025 au titre de « président du conseil départemental de la Seine-Saint-Denis, conseiller municipal de La Courneuve ».

### Décoration internationale
Le 12 août 2024, il est titulaire de l'ordre olympique, échelon argent, par le Comité international olympique.

## Ouvrage
- Avec Madani Cheurfa, Seine-Saint-Denis, la République au défi, Editions de l'Aube, coll. « Paroles d'acteurs », 20 octobre 2022, 184 p.  (ISBN 978-2-8159-5209-5)